# Stefanie Duchêne
Stefanie Duchêne (ur. 3 kwietnia 1980) – była wokalistka niemieckiego zespołu gothic metalowego Flowing Tears. Rozpoznawalna dzięki swemu silnemu i emocjonalnemu, ale jednocześnie łagodnemu głosowi. Odróżniało to wokalistkę od innych sopranów należących do żeńskich frontmanów zespołów gothic metalowych. 
W styczniu 2003 Stefanie Duchêne postanowiła opuścić Flowing Tears.

## Dyskografia (Flowing Tears)
- Joy Parade – 1998
- Swallow EP – 1999
- Jade – 2000
- Serpentine – 2002